# Miracle Run
Un viaje inesperado es una película para Lifetime Television estrenada en 2004, protagonizada por Mary-Louise Parker, Zac Efron, Bubba Lewis, y Aidan Quinn.

## Sinopsis
En un flashback, una madre soltera, Corrine Morgan-Thomas (Mary-Louise Parker) lleva a sus hijos mellizos Stephen (Jake Cherry) y Philip (Jeremy Shada), de siete años de edad, a la consulta del médico y se entera de que tienen autismo. Philip simplemente repite lo que oye decir a otros, mientras que Stephen es completamente no verbal. Después de salir de la clínica en un estado de ánimo muy alterado, se va de compras al supermercado con los niños. Su visita al supermercado no es agradable, ya que sus dos hijos comienzan a gritar por toda la tienda y Stephen hasta se orina encima, haciendo que todos les miren. Al enterarse de su condición, su novio la deja porque sabe que criar mellizos con dicha discapacidad, es muy difícil. 
Corrine se traslada con sus hijos a otra ciudad, y los inscribe en una escuela pública. Sus compañeros de clase están perplejos por su extraño comportamiento, así como sus maestros. A Corrine le dicen entonces, en una reunión con el director y varios psiquiatras que no son aptos para la escuela pública, y que serán enviados a una escuela especializada. Entonces el hospital psiquiátrico local envía un terapeuta a su casa con el fin de enseñar a los niños las habilidades básicas del lenguaje y prepararlos para la sociedad normal. Con su ayuda y apoyo, el vocabulario de Philip se expande, y Stephen dice su primera palabra, "pizza".
Después de terminar con la enseñanza de los niños, el psiquiatra se traslada a otra ciudad para trabajar con otras familias. A lo largo de varios años, los niños florecen verbal, social y académicamente. Sin embargo, algunas de sus características autistas siguen siendo, ya que tienen un poco nasal, voces robóticas, participar en los hábitos de autolesión, y son muy sensibles a los ruidos fuertes y repentinos. También tienen una obsesión con Rocky Desde Rocky películas. En su primer día de escuela secundaria, Stephen (Zac Efron) se enamora de una chica llamada Jennifer (Alicia Morton). Mientras conversa con Philip (Bubba Lewis) en el cuarto de baño, Stephen habla de Jennifer y dice: "Tal vez ella pueda ser mi novia". Otro chico, mayor con el pelo largo, se burla de Stephen y lo empuja, lo que hace que ambos empiecen a gritar y a llorar.
El profesor de educación especial de los chicos llama a Corrine al trabajo para que vaya a la escuela. Ésta convence a los chicos de salir del cuarto de baño e ir a almorzar. En el almuerzo, Jennifer decide sentarse con ellos. Stephen ve a varios corredores en el pasillo y decide unirse al equipo de Cross Country. Antes de la carrera, Stephen ve a Jennifer besar a otro chico. Stephen está dolido y confuso. Corrine encuentra a Stephen sentado en el césped con cara triste y ve un poema de amor en sus manos que Stephen escribió para Jennifer. Entonces, Stephen se da cuenta de que tiene que seguir adelante. Gana la primera carrera que corre y Philip entra en una escuela especial de música tocando la guitarra, un talento recién descubierto, a través del teléfono. Entonces Corrine crea la Fundación Miracle Run para la investigación sobre el autismo. Stephen da un discurso acerca de cómo su madre le ayudó a él y a su hermano con su autismo.

## Reparto
- Mary-Louise Parker como Corrine Morgan-Thomas.
- Aidan Quinn como Douglas Thomas.
- Zac Efron como Stephen Morgan.
- Bubba Lewis como Philip Morgan.
- Alicia Morton como Jennifer Michaels.
- Jake Cherry como el Niño Stephen Morgan.
- Jeremy Shada como el Niño Philip Morg.

## Localización
La película se rodó en Nueva Orleans, Luisiana. Las escenas del campus del Instituto de secundaria se rodaron en el campus original de Holy Cross High School (el campus de "Holy Cross High School" se trasladó a un nuevo emplazamiento debido al Huracán Katrina). Las escenas de la carrera a campo través se rodaron en "New Orleans City Park".